# Черняхів (Рівненський район)
Черняхі́в — село в Україні, в Рівненському районі Рівненської області. Населення становить 403 осіб.

## Географія
Село розташоване на правому березі річки Горинь.

## Історія
У 1906 році село Сіянецької волості Острозького повіту Волинської губернії. Відстань від повітового міста 13 верст, від волості 7. Дворів 73, мешканців 439.

## Населення
Згідно з переписом УРСР 1989 року чисельність наявного населення села становила 474 особи, з яких 214 чоловіків та 260 жінок.
За переписом населення України 2001 року в селі мешкало 396 осіб.

### Мова
Розподіл населення за рідною мовою за даними перепису 2001 року:
| Мова       | Відсоток |
| ---------- | -------- |
| українська | 99,75 %  |
| російська  | 0,25 %   |

## Відомі люди

### Народились
- Никон (Калембер) — архієрей Української Православної Церкви Київського патріархату з титулом «єпископ Чернігівський та Ніжинський».